# Argyreus coomani
Argyreus coomani är en fjärilsart som beskrevs av Le Cerf 1933. Argyreus coomani ingår i släktet Argyreus och familjen praktfjärilar. Inga underarter finns listade i Catalogue of Life.